# Aussillon
Aussillon is een gemeente in het Franse departement Tarn (regio Occitanie) en telt 6865 inwoners (1999). De plaats maakt deel uit van het arrondissement Castres.

## Geografie
De oppervlakte van Aussillon bedraagt 10,3 km², de bevolkingsdichtheid is 666,5 inwoners per km².

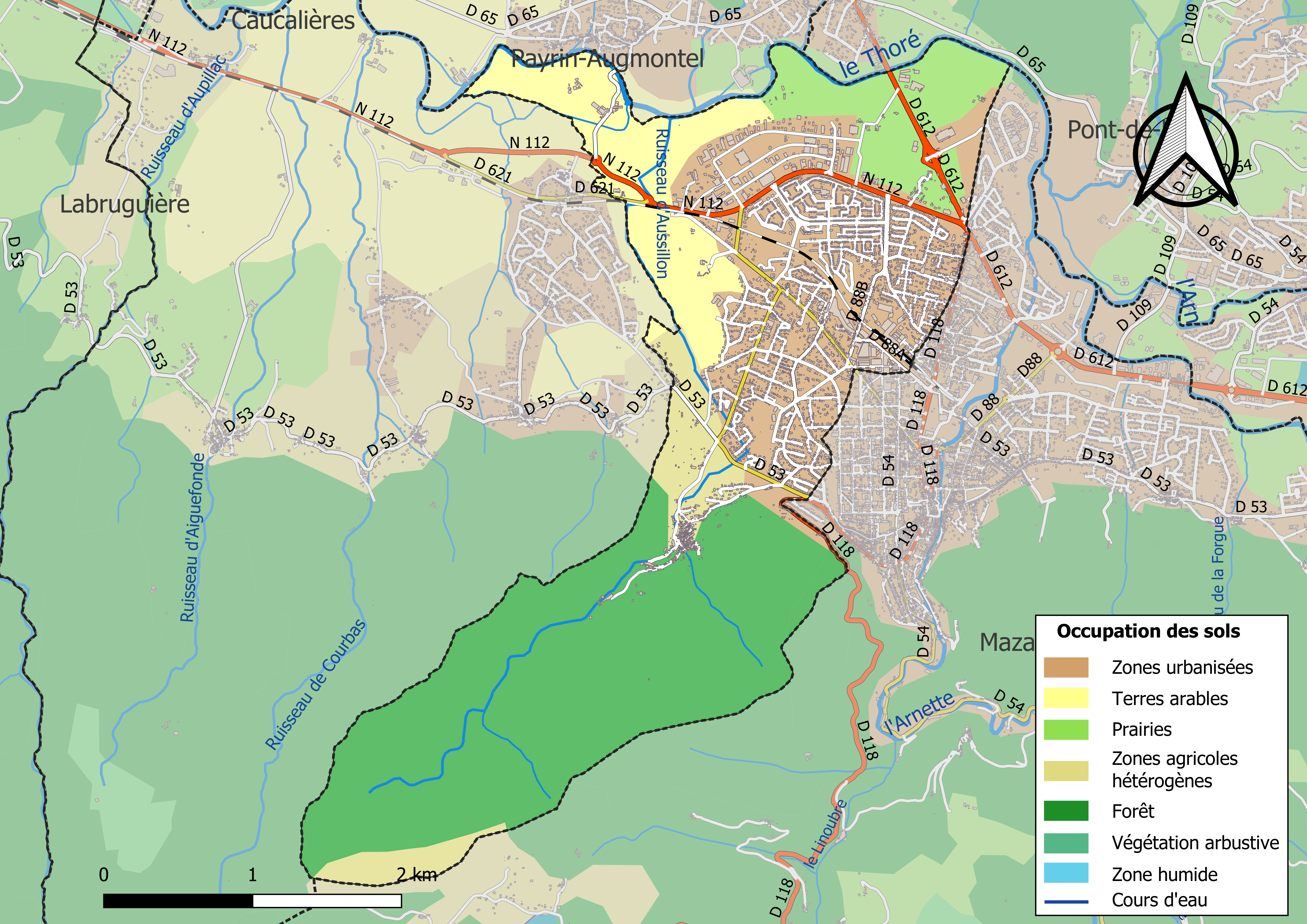
Kaart van de gemeente met de belangrijkste infrastructuur, bodemgebruik en omliggende gemeenten

## Verkeer
Het station Mazamet ligt op de grens van Mazamet en Aussillon.

## Demografie
Onderstaande figuur toont het verloop van het inwonertal (bron: INSEE-tellingen).